# فرد. اولسن پروداکشن
فرد. اولسن پروداکشن (انگلیسی: Fred. Olsen Production) شرکت نفت نروژی است، که در سال ۱۹۹۴ تأسیس شد.